# Imigração cabo-verdiana em Portugal
Cabo-verdiano-português ou luso-cabo-verdiano é um português que possui ascendência cabo-verdiana ou um cabo-verdiano que reside em Portugal. Em 1995, estimava-se que havia 50 000 descendentes ou originários de Cabo Verde que residiam em Portugal. Em 2000, esta estimativa subiu para 83 000 pessoas, das quais 90% residiam na Grande Lisboa. Em 2008, o Instituto Nacional de Estatística de Portugal estimou que havia 68 145 cabo-verdianos residindo legalmente em Portugal, representando 15,7% de todos os estrangeiros que residem legalmente no país.